# Cemitério Tikhvin
Cemitério Tikhvin (em russo:  Тихвинское кладбище) é um cemitério localizado no Mosteiro Alexandre Nevsky em São Petersburgo, Rússia.

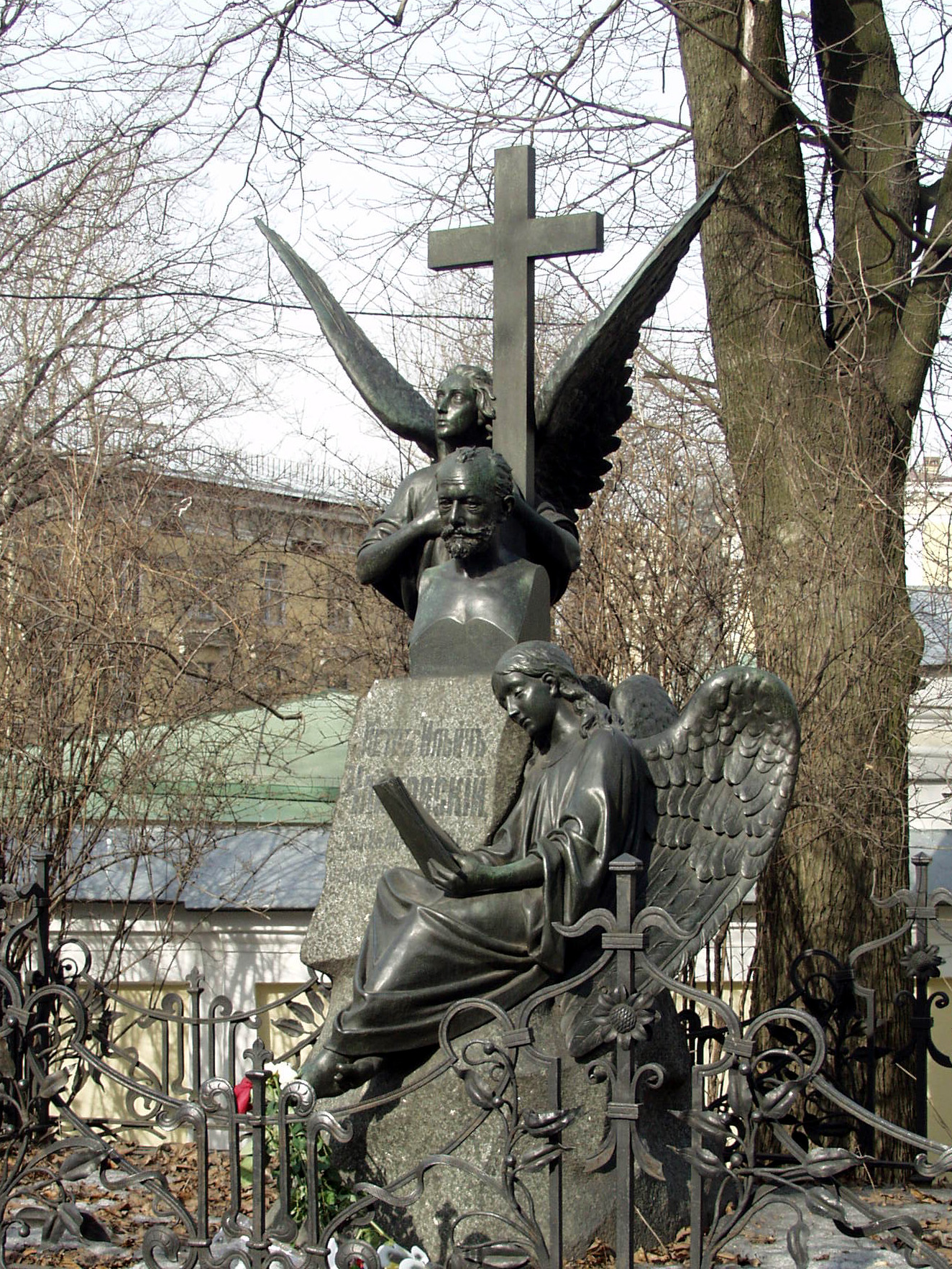
Sepultura de Piotr Ilitch Tchaikovsky.

Estabelecido em 1823, alguns dos sepultamentos notáveis são:
- Mily Balakirev – (1836-1910), compositor
- Aleksandr Borodin – (1833-1887), compositor
- César Cui – (1835-1918), compositor
- Fiódor Dostoiévski – (1821-1881), escritor
- Leonhard Euler – (1707-1783), matemático e físico
- Aleksandr Konstantinovitch Glazunov – (1865-1936), compositor
- Mikhail Glinka – (1804-1857), compositor
- Vera Komissarzhevskaya – (1864-1910), atriz
- Ivan Krylov – (1769-1844), escritor
- Arkhip Kuindzhi – (1842-1910), artista
- Modest Mussorgsky – (1839-1881), compositor
- Marius Petipa – (1818-1910), bailarino e coreógrafo
- Nikolai Rimsky-Korsakov – (1844-1908), compositor
- Anton Rubinstein – (1829-1894), pianista, maestro e compositor
- Vladimir Stasov – (1824-1906), crítico
- Fyodor Stravinsky – (1843-1902), cantor de ópea, pai do compositor Ígor Stravinski
- Piotr Ilitch Tchaikovsky – (1840-1893), compositor